# Dieter Willers
Dieter Willers (* 30. Juli 1938 in Bergen auf Rügen) ist ein deutscher Sanitätsoffizier. In seiner letzten militärischen Verwendung war er vom 1. Oktober 1992 bis zu seiner Pensionierung am 30. September 1998 Admiralarzt der Marine.

## Leben
Willers, Sohn eines Sanitätsoffiziers der Kriegsmarine, absolvierte 1958 in Varel das Abitur und trat im Anschluss als Grundwehrdienstleistender den Wehrdienst bei der 1. Schiffsstammabteilung in Wilhelmshaven an. Dort wurde er in die Laufbahn der Reserveoffiziere übernommen, war unter anderem Navigations- und Sperrwaffenoffizier im 4. Minensuchgeschwader und als Gruppenoffizier an der Marineschule Mürwik eingesetzt. Nach seiner Entlassung aus dem aktiven Dienstverhältnis studierte er von 1962 bis 1968 Humanmedizin an der Universität Marburg und Kiel, ab 1963 als Stipendiat der Bundeswehr. Während seiner Studienzeit wurde er im Rahmen von abgeleisteten Wehrübungen zum Oberleutnant der Reserve befördert und erlangte das Kommandantenzeugnis für Minensuchboote.
Nach dem Studium war er Medizinalassistent am Kreiskrankenhaus Oldenburg/Holstein und Assistenzarzt an der 3. Medizinischen Klinik der Universität Kiel und trat am 1. Oktober 1970 im Dienstgrad Stabsarzt beim Schifffahrtmedizinischen Institut der Marine wieder in die Bundeswehr ein. Es folgten Verwendungen als Truppenarzt in der Marinesanitätsstaffel  Kiel, am Hygieneinstitut sowie am Bernhard-Nocht-Instituts für Schiffs- und Tropenkrankheiten in Hamburg. Von 1972 bis 1975 war er für den Gesundheitsdienst des Auswärtigen Amts als Regionalarzt im indonesischen Jakarta tätig, im Anschluss als Staffelchef der Marinesanitätsstaffel Eckernförde, dann als Hilfsreferent in der Personalabteilung des Bundesministeriums der Verteidigung (BMVg), von April 1980 bis September 1983 als Leitender Sanitätsoffizier des Marineabschnittskommandos Nordsee in Sengwarden und von Oktober 1983 bis September 1985 als Referatsleiter P V 6 im BMVg. Nach dieser Verwendung war er im Marineamt zunächst stellvertretender und ab Oktober 1992 Admiralarzt der Marine.